# Provincia de Stara Zagora
La provincia de Stara Zagora (en búlgaro: Област Стара Загора), es una provincia u óblast ubicado en el centro de Bulgaria. Limita al norte con la provincia de Gabrovo y la de Veliko Tarnovo; al este con las de Sliven y Yambol; al sur con la de Haskovo y al oeste con la de Plovdiv y la de Lovech.

## Subdivisiones
La provincia está integrada por once municipios:
- Municipio de Bratya Daskalovi
- Municipio de Chirpan
- Municipio de Galabovo
- Municipio de Gurkovo
- Municipio de Kazanlak
- Municipio de Maglizh
- Municipio de Nikolaevo
- Municipio de Opan
- Municipio de Pavel Banya
- Municipio de Radnevo
- Municipio de Stara Zagora